# Industrie

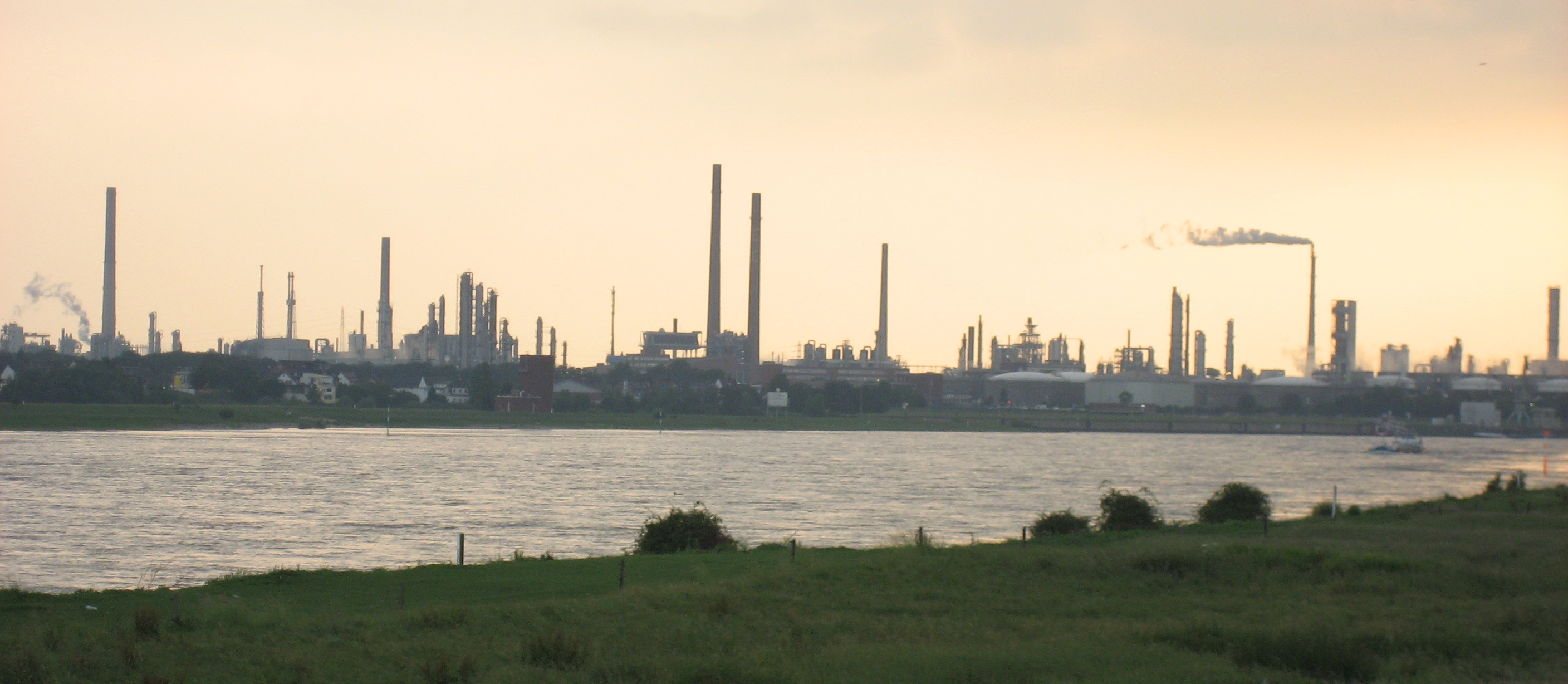
Chempark Dormagen – Moderne Industrieanlage (Mai 2007)

Die Industrie befasst sich als Teil der Wirtschaft mit der gewerblichen Gewinnung, Bearbeitung und Weiterverarbeitung von Rohstoffen oder Zwischenprodukten zu Sachgütern.

## Etymologie

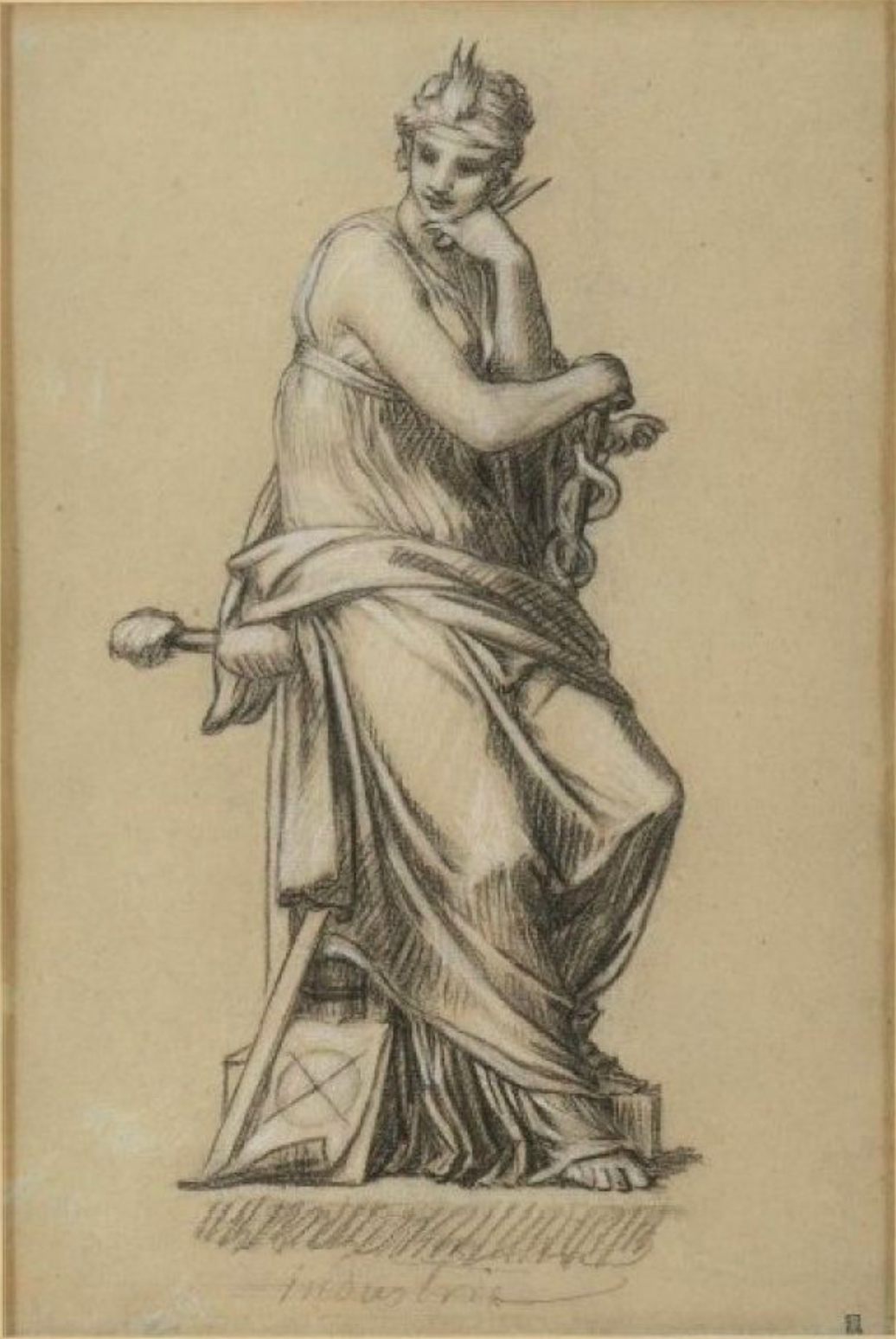
Allegorie der Industrie (nach Pierre Paul Prud’hon, 1810)

Das Wort Industrie kam als Lehnwort aus dem Lateinischen (lateinisch instruere, „(hin-)einfügen, herrichten, errichten, ausrüsten“, lateinisch industrius, „regsam, beharrlich“) im Jahre 1754 nach Frankreich (französisch industrie), was dort die Bedeutung von „beharrlich, geschäftig, fleißig“ einnahm. Der schottische Ökonom Adam Smith übernahm es in seinem Buch Der Wohlstand der Nationen (März 1776) als „industry“, dessen deutsche Übersetzung durch den in London lebenden Johann Friedrich Schiller – einen Cousin des Dichters Friedrich Schiller – im selben Jahr zu „Großgewerbe“ führte.

## Allgemeines
Charakteristische Merkmale der Industrie sind die Massenproduktion von untereinander annähernd homogenen Gütern mit Hilfe standardisierter Produktionsverfahren, die durch Arbeitsteilung, Mechanisierung und Automatisierung gekennzeichnet sind. Meyers Konversations-Lexikon verstand 1876 unter Industrie „die Gesamtheit derjenigen Arbeiten, welche die Erhöhung des Werths der von der Natur dargebotenen Rohstoffe … mittels technischer Verrichtungen zum Zwecke haben; im engeren Sinne versteht man darunter insbesondere den fabrikmäßigen Gewerbebetrieb…“. Der Betriebswirt Erich Gutenberg gelangte 1951 zu dem Ergebnis, dass die industriellen Produktionsfaktoren nicht beliebig geteilt, sondern in einem bestimmten Verhältnis zueinander eingesetzt werden müssen (Produktionsfunktion vom Typ B). Die Industriebetriebslehre versteht heute unter Industrie die „gewerbliche Sachgüterproduktion im Fabriksystem“. Damit gehört sie in einer Volkswirtschaft zum Sekundärsektor.

## Abgrenzungen
Im heutigen Sprachgebrauch wird die Bezeichnung manchmal auf Wirtschaftszweige angewendet, die nicht zur Industrie im eigentlichen Sinn gehören, sondern eher dem Dienstleistungsgewerbe zuzurechnen sind, „Tourismusindustrie“, „Musikindustrie“, „Unterhaltungsindustrie“ oder gar „Finanzindustrie“. Ein Grund hierfür ist eine Fehlübersetzung des englischen Worts industry, das neben ‚Industrie‘ auch ‚Branche‘ oder ‚Wirtschaftszweig‘ bedeuten kann. Ebenso kann die Intention bestehen, die entsprechenden Branchen abzuwerten, z. B. im Sinne von „statt individueller Kunst mittlerweile rein industrielle Massenproduktion“. Umgekehrt kann aber auch durch eine solche Bezugnahme ein hoher Grad der Automatisierung und Technisierung in der jeweiligen Branche positiv hervorgehoben werden, beispielsweise bei „Softwareindustrie“.
Der Industriebegriff wird auch auf Branchen ausgedehnt, bei denen die Einordnung als „Industrie“ Ansichtssache ist, etwa bei der „Bergbauindustrie“ (eher dem primären Sektor zugeordnet) oder der „Bauindustrie“, welche eher dem Handwerk zuzurechnen ist, einen wesentlich geringeren Mechanisierungs- und vor allem Automatisierungsgrad aufweist und durch eine höhere Personalintensität denn Anlagenintensität gekennzeichnet ist.
Industrielle Landwirtschaft bzw. Agrarindustrie bezeichnet den Einsatz industrieller Methoden im Agrarsektor, welcher aus Umwelt- und Tierschutzgründen umstritten ist.

## Geschichte

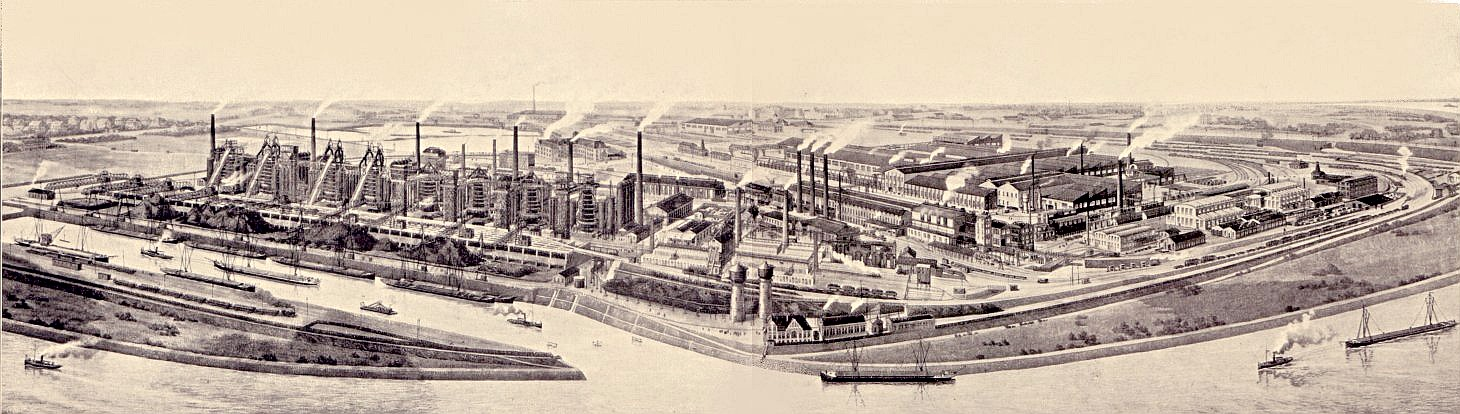
Die kruppschen Hüttenwerke Rheinhausen um 1900

Die Industriegeschichte unterscheidet die Phasen der vorindustriellen Epoche (vor 1770), der ersten modernen Industrie (1770–1820), Frühindustrialisierung (1820–1860), Spätindustrialisierung (1860–1890) und Hochindustrialisierung (seit 1890). Seit 1969 gibt es den Zeitabschnitt der digitalen Revolution. Als Hauptursachen der Industrialisierung gelten wichtige technische Erfindungen und eine Rationalisierung der Arbeitsorganisation.
Erste vorindustrielle Ansätze zeigten sich bereits im 16. Jahrhundert im Verlagssystem, das sich durch dezentrale Produktion von Textilien auszeichnete, die von den so genannten Verlegten in Heimarbeit hergestellt und vom Verleger zentral vermarktet wurden. Als Verleger fungierten Kaufleute, die die Produktion koordinierten, das Kapital „vorlegten“ (Vorfinanzierung) und deshalb zunächst „Vorleger“, dann „Verleger“ hießen. Als nächste Betriebsform entstand die Manufaktur mit in Werkstätten zentralisierten Lohnarbeitern bei überwiegender Handarbeit. Sie stellten meist Luxusgüter wie Seide, Porzellan, Tapisserien, Lederwaren oder Uhren her. Die ersten Manufakturen entstanden wohl in Frankreich, nachdem König Heinrich IV. 1602 jede Gemeinde anwies, eine Maulbeerbaumplantage sowie eine Seidenraupenzucht einzurichten. Mit der Erfindung des Verkokungsprozesses in England durch Abraham Darby II im Jahre 1735 konnte die Holzkohle in der bisherigen Roheisenherstellung ersetzt und der Bergbau und die Hüttenindustrie intensiviert werden. Benjamin Huntsman entwickelte 1740 ein Verfahren, den damaligen Zementstahl in einem Tiegelofen umzuschmelzen (Tiegel-Gussstahl) und ihn so von seinen Schlackeresten zu befreien. Beide Verfahren trugen erheblich zur industriellen Entwicklung zunächst in England bei.
Schließlich kam nach 1769 die Fabrik auf, bei der die Arbeiter vorwiegend maschinelle Arbeitsmittel einsetzten. Das traf vor allem auf die erste Spinnmaschine Waterframe zu, die im Jahre 1771 zur Gründung der ersten industriellen Baumwollspinnerei der Welt durch ihren Erfinder Richard Arkwright in Cromford führte. England galt als führendes Land der industriellen Entwicklung, das ab 1775 neben Frankreich, Belgien und Holland zu den wohlhabendsten Nationen Europas gehörte.
Eine weitere Erfindung löste die Entstehung der ersten modernen Industrie aus. James Watt erhielt für seine Erfindung der Dampfmaschine im Januar 1769 ein Patent, das zunächst die Textilindustrie zum Antrieb von Textilmaschinen nutzte. Ihre vielseitige Verwendbarkeit sorgte im Juni 1783 für den Einsatz in Dampfschiffen (Claude François Jouffroy d’Abbans), im Bergbau erstmals im August 1785 in Hettstedt (Carl Friedrich Bückling) und im Februar 1804 in schienengebundenen Dampflokomotiven (Richard Trevithick). Hierdurch industrialisierten sich der Schiffbau, Eisenbahnbau, die Montanindustrie und die Stahlindustrie. Diese Entwicklung gilt als der Beginn des Zeitalters der ersten industriellen Revolution, die durch eine zunehmende Industrialisierung viele Agrarstaaten in Industriestaaten verwandelte. In England gab es im Jahre 1821 bereits 1500 Dampfmaschinen für die industrielle Fertigung, wodurch das Land seinen Status als erstem und wichtigstem Industriestaat Europas festigte.
Hauptursachen der Frühindustrialisierung Deutschlands waren unter anderem die Gründung der „Preußisch-Rheinischen Dampfschifffahrtsgesellschaft“ (Vorläuferin der Köln-Düsseldorfer Deutsche Rheinschiffahrt) im Oktober 1825, im Juni 1837 folgte die Rheinische Eisenbahn-Gesellschaft, im Oktober 1843 die Köln-Mindener Eisenbahn-Gesellschaft. Hiervon profitierten der Schiff- und Eisenbahnbau. An der Spitze des Eisenbahnbaus stand unbestritten die Firma Borsig, die 1841 ihre erste und 1858 bereits die tausendste Lokomotive herstellte und mit 1100 Beschäftigten zur drittgrößten Lokomotivfabrik der Welt aufstieg. Johann von Zimmermann gründete im Jahr 1848 in Chemnitz die erste Werkzeugmaschinenfabrik Deutschlands. Wichtigster Industriezweig blieb jedoch 1850 in Deutschland mit 45,5 % der Beschäftigten immer noch die Textilindustrie, deren Anteil 1959 nur noch 15,2 % betrug. Demgegenüber wuchs die Metallindustrie von 10,8 % (1850) auf 33,4 % (1959).
In den USA setzte die industrielle Revolution vergleichsweise verspätet ein, seit 1850 zügig und nach dem Sezessionskrieg ab 1865 deutlich erkennbar. Als Schrittmacher erwiesen sich auch hier die Eisenbahn und auch die Grundstoffindustrie. Eisenbahnen sorgten für die industrielle Infrastruktur, Energie verschaffte der Industrie die Produktionsgrundlagen. Die 3069 Kilometer lange transkontinentale Eisenbahnverbindung zwischen New York City und San Francisco konnte am 10. Mai 1869 vollendet werden, seit 1887 brachten Tiefkühlwaggons das Frischfleisch aus Chicago nach New York. John D. Rockefeller gründete 1870 die Standard Oil Company, um den enormen Ölbedarf decken zu können. Die 1879 von Thomas Alva Edison erfundene Glühlampe ermöglichte auch die Beleuchtung von Fabrikhallen.
Werner von Siemens erfand inzwischen 1866 einen leistungsstarken Dynamo zur Stromerzeugung, 1862 erfand Nicolaus Otto den Verbrennungsmotor, 1876 standen Elektromotoren als Antriebsaggregate zur Verfügung. Die ersten einsetzbaren Dampfturbinen entwickelten der Schwede Carl Gustav Patrik de Laval (1883; Aktionsprinzip) und der Engländer Charles Parsons (1884; Reaktionsprinzip). Oskar von Miller gelang 1891 durch die Fernübertragung von Drehstrom der Anschluss von Industriebetrieben an fernliegende Stromquellen, so dass die Wahl für Industriestandorte unabhängiger von vorhandenen Energiequellen erfolgen konnte.
Nachdem Carl Benz 1885 das Automobil erfand, verstärkte sich die Industrialisierung wesentlich durch die 1897 in den USA beginnende Automobilindustrie, die 1913 in Henry Fords Unternehmen das erste permanente Fließband (englisch moving assembly line) einsetzte. Dadurch steigerte Ford die Produktion auf das Achtfache, so dass er zugleich den Preis seines Modells Tin Lizzy enorm verringern und die Löhne erhöhen konnte. Frederick Winslow Taylors Forschungen über die Arbeitsteilung ab 1911 brachten wesentliche organisatorische Erkenntnisse für den modernen Industriebetrieb. Bereits im Oktober 1912 ließ sich die Firma Friedrich Krupp AG den durch ihren Mitarbeiter Benno Strauß entwickelten Edelstahl patentieren, auch wenn erst im August 1913 in Sheffield Harry Brearley als Erfinder des rostfreien Stahls gefeiert wurde.

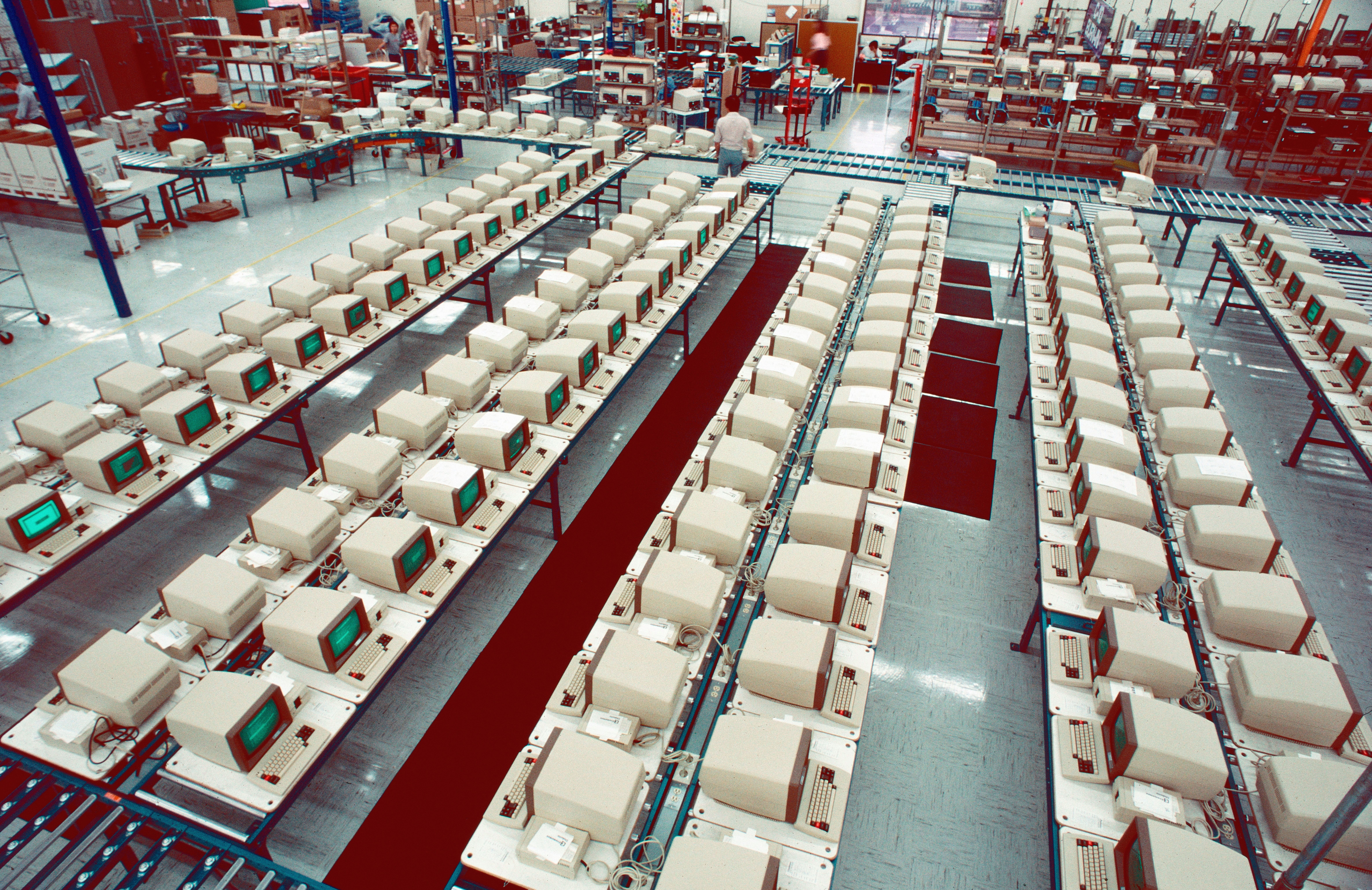
Fließband-Produktion von Computern bei Cromemco, Mountain View, Kalifornien (1983)

Während des Zweiten Weltkriegs mussten viele Industrieunternehmen – soweit es technisch möglich war – ihre Kapazitäten als Rüstungsindustrie zur Verfügung stellen; dadurch machten sie sich ab Mai 1940 zu strategischen Zielen für Luftangriffe der Alliierten. Die hierdurch völlig zerstörten deutschen Industrieanlagen erlebten ab 1946 einen rasanten Wiederaufbau nach neusten technischen Standards. Die nunmehr gestiegene Wettbewerbsfähigkeit und die Produktqualität des „Made in Germany“ waren die Hauptursachen des von der Industrie getragenen Exportwachstums während des Wirtschaftswunders. Allerdings geschah dies auf flachem Niveau, denn wenn man die reale Industrieproduktion des Jahres 1936 mit 100 % ansetzt, so lag sie im Nachkriegsjahr 1946 bei 34 %, 1947 bei 40 % und 1948 bei 60 %. Deutschland setzte seinen Weg als Industriestaat fort, denn 1950 erzielte die Industrie einen Umsatz von 80 Mrd. DM, gefolgt in weitem Abstand mit 27 Mrd. DM im Handwerk und 9,4 Mrd. DM in der Landwirtschaft.
Die digitale Revolution ist der seit 1969 bestehende Zeitabschnitt, der durch die Erfindung digitaler Technologien und die Gründung neuer Wirtschaftszweige gekennzeichnet ist. Die Entwicklung des Internets seit Oktober 1969 förderte die Digitalisierung, die Intel im November 1971 mit dem ersten kommerziellen Mikroprozessor verstärkte. Deren Mikroprozessor war auch im Mikrocomputer Micral N vom Februar 1973 eingebaut, der als Vorläufer des heutigen Personal Computer gilt. Es folgte unter anderem die Gründung von Microsoft im April 1975, die sich auf die Softwareherstellung konzentrierte. Der Apple II kam im April 1977 auf den Markt und besaß die heutigen Grundeigenschaften eines PCs. IBM, die die Entwicklung der mittleren Datentechnik unterschätzt hatte, brachte erst im August 1981 ihren ersten PC heraus. Weltweit neue Spitzentechnologien verbreiteten sich unter anderem durch den CD-Player und die Compact Disc (September 1981), neben digitalen Tonträgern erfasste die Digitalisierung auch die Bildträger (Fotografie, Film) mit Hilfe der im November 1996 herausgebrachten DVD. Die rasante IT-Industrialisierung  brachte mit dem Motorola International 3200 im September 1991 das erste digitale GSM-fähige Mobiltelefon hervor, das die digitalen Medien ergänzte. Es löste auch in Deutschland ab dem Jahr 2000 einen regelrechten Handyboom aus.

## Betriebswirtschaftliche Aspekte
Die gewachsene Bedeutung der Industrie sorgte für einen eigenen Wissenschaftszweig innerhalb der Betriebswirtschaftslehre, der Industriebetriebslehre. Als Mitbegründer gelten Max Haushofer Jr. (Der Industriebetrieb, 1874; Grundzüge der Industrie- und Fabrik-Betriebslehre, 1879), Albert Calmes (Der Fabrikbetrieb, 1906), Frederick Winslow Taylor (Die Grundlagen wissenschaftlicher Betriebsführung, 1911/1912), Enno Heidebroek (Industriebetriebslehre, 1923), Max Rudolf Lehmann (Der Industriebetrieb, 1923) oder Alfred Isaac (Der Industriebetrieb, 1930). Wilhelm Kalveram veröffentlichte 1948 das gleicharmige Buch, in welchem er unter anderem die charakteristischen Merkmale des Industriebetriebs schildert.
Die Industriebetriebslehre arbeitet die typischen Eigenschaften der Industrie heraus, die zu wachsenden Betriebsgrößen mit hohem Kapitalbedarf wegen hoher Anlagenintensität neigt (Großindustrie). Die Großindustrie weist gegenüber kleinen und mittleren Unternehmen einige Besonderheiten auf. Dazu gehören insbesondere Fragen der Organisation, Kostensenkungen durch das Gesetz der Massenproduktion, Skaleneffekte und Technologieorientierung. Der Betriebsgrößeneffekt erklärt sich dadurch, dass die Großindustrie potenziell insgesamt kostengünstiger zu produzieren in der Lage ist als kleine und mittlere Unternehmen. Nach dem Gesetz der Massenproduktion wird der Fixkostenanteil bei zunehmender Kapazitätsauslastung pro Stück kleiner, es entstehen Größenvorteile. Wird durch die Erhöhung der Kapazität eine Kostensenkung erreicht, spricht man von Economies of Scale (statische Skaleneffekte). Das Lagerrisiko lässt sich durch Just-in-time-Produktion reduzieren, die durch nahegelegene Industrieparks unterstützt werden kann. Hohe Fixkosten erfordern eine Produktion in großen Mengen, die in der Großindustrie eher wahrscheinlich ist. Die Großindustrie zieht oft größere Marktanteile und mehr Marktmacht auf sich, so dass sie auf einigen Märkten die Preisführerschaft übernehmen kann. Bei hoher Technologie-Orientierung ist auch die Technologieführerschaft industrietypisch.
Speziell in Deutschland haben sich zahlreiche mittelständische Hidden Champions und Familienunternehmen in industriellen Marktnischen etabliert, die sie insbesondere im Zuge der Globalisierung und der damit verbundenen Lieferketten sowie hoher Spezialisierung und Innovationskraft erfolgreich bedienen. So sind über 63 Prozent der 1.000 größten deutschen Familienunternehmen der Industrie zuzurechnen.

## Volkswirtschaftliche Aspekte
Nach der Einteilung des Statistischen Bundesamts gibt es die Sektoren Landwirtschaft/Forstwirtschaft/Fischerei, Produzierendes Gewerbe, Handel/Gastgewerbe/Verkehr und Dienstleistungen. Dabei gehört die Industrie zum produzierenden Gewerbe und besteht aus den Teilsektoren Bergbau, Verarbeitende Industrie, Energie- und Wasserversorgung und Bauindustrie. Die verarbeitende Industrie besteht wiederum aus den Teilsektoren Vorleistungsgüter-, Investitionsgüter-, Gebrauchsgüter- und Verbrauchsgüterindustrie.
Das Statistische Bundesamt definierte 1979 die Industrie als sämtliche Institutionen, „deren wirtschaftliche Tätigkeit überwiegend darin besteht, Elektrizität, Gas, Fernwärme und Waren zu erzeugen oder zu gewinnen oder in verschiedener Weise zu be- oder verarbeiten, und zwar mit dem Ziel, andere Waren herzustellen“. Der um 1980 aufgekommene Begriff der Finanzindustrie – die eigentlich dem Tertiärsektor angehört – macht deutlich, dass das Finanzwesen durch Standardisierungen (Commoditisierung) seine Produktdifferenzierung zugunsten relativ homogener Finanzprodukte aufgegeben und industrietypische Formen angenommen hat.

## Industriezweige
Industrielle Fertigung geschieht weltweit in verschiedenartigen Industriezweigen. Wichtige Klassifikationssysteme zur Einteilung in die verschiedenen Branchen sind die International Standard Industrial Classification (ISIC) der UNO und die Nomenclature générale des activités économiques (NACE) der EU. Bedeutende Industriezweige sind Montanindustrie / Schwerindustrie, Metallindustrie (darunter Eisen- und Stahlindustrie, Kleineisenindustrie, Maschinenbau und Ausrüstung, Automobilindustrie / Fahrzeugbau, Luft- und Raumfahrtindustrie, Schiffbauindustrie, Elektroindustrie, Büromaschinen, Radio- und Fernsehgeräte sowie feinmechanische und optische Industrie, Uhrenindustrie), Chemische Industrie (darunter Mineralölindustrie, Zementindustrie, Glasindustrie, Kunststoffindustrie, Papierindustrie, Pharmazeutische Industrie), Recycling- und Abfallindustrie, Holz- und Korkartikel, Konsumgüterindustrie / Leichtindustrie (darunter Lebensmittelindustrie, Tabakindustrie, Textilindustrie, Bekleidungsindustrie inkl. Pelz- und Lederwaren, Möbelindustrie, Spielwarenindustrie, Druckindustrie sowie Computerindustrie). Auch das deutsche Bundes-Immissionsschutzgesetz und die Richtlinie 2010/75/EU über Industrieemissionen des Europäischen Parlaments unterscheiden bestimmte Industriezweige.

## International Standard Industrial Classification (ISIC)
Industriebetriebe gleicher oder ähnlicher Produktionsrichtungen werden nach ISIC-Kriterien in Industriezweige der Produktion nach mit den Nummern 10 für Lebensmittel, 11 für Getränke, 12 für Tabakwaren, 13 für Textilien, 14 für Bekleidung, 15 für Leder und Lederwaren, 16 für Holz- und Korkartikel, 17 für Papierwaren, 18 für Druckerzeugnisse, 19 für Kohle-, Öl- und nuklearen Brennstoff, 20 für Chemieerzeugnisse, 21 für Pharmazeutische Grundstoffe und pharmazeutische Präparate, 22 für Gummi und Plastik, 23 für Nichtmetall, 24 für Metalle, 25 für Metallwaren, 26 für Datenverarbeitungsgeräte, elektronische und optische Erzeugnisse, 27 für Elektrogeräte, 28 für Maschinen und Ausrüstung, 29 für Fahrzeuge, 30 für sonstige Transportgeräte, 31 für Möbel, 32 für sonstige Waren und 33 für Reparatur und Installation von Maschinen und Ausrüstungen gegliedert (ISIC Rev. 4).